# Millard Meiss
Millard Meiss (Cincinnati, 25 de marzo de 1904-Princeton, 12 de junio de 1975)  fue un profesor y crítico de arte estadounidense especializado en el periodo gótico. Autor de estudios ya clásicos sobre el Quattrocento y motivos específicos como la «Madonna dell'Umiltà», en 1954 recibió la Medalla Haskins. Fue miembro de la Academia Británica, la Academia Estadounidense de las Artes y las Ciencias y de la «Medieval Academy of America».
Tras publicar su tesis en 1931, se doctoró dos años después con una tesis sobre Francesco Traini. En 1934 tomó una cátedra en la Universidad de Columbia. Entre 1940 y 1942 fue editor del Art Bulletin  director honorario del Museo de Arte Moderno de Nueva York. Tras la Segunda Guerra Mundial presidió el Comité Americano para la Restauración de los Monumentos Italianos. En 1953 dejó Columbia para impartir como profesor de historia del arte en la universidad de Harvard, y actuar como comisario de pinturas en el Fogg Art Museum. En 1958 regresó al «Princeton Institute for Advanced Study». Director honorario del Museo de Arte Moderno de Nueva York,[cita requerida] de su último periodo como investigador de manuscritos iluminados, destaca el estudio de la pintura francesa en la época de Jean de Berry.

## Selección de obras
- La elección de los pintores: Problemas en la interpretación del arte del Renacimiento. Nueva York: Harper & Row, 1976.
- La Virgen de la humildad. Estudio publicado en Art Bulletin en 1936 (n.º 18; 435-64).
- Italian style in Catalonia and a fourtheenth century catalan workshop, 1941.
- Forma y símbolo en algunas pinturas del siglo XV. En Art Bulletin en 1945 (n.º 27; 175 - 81.
- Pintura en Florencia y Siena después de la Peste Negra, Princeton University Press, 1951.
- Giotto y Asís. Nueva York: New York University Press, 1960.
- Andrea Mantegna como iluminador: un episodio en el arte del Renacimiento, el humanismo y la diplomacia. Nueva York: Columbia University Press, 1957.
- Jan van Eyck y el Renacimiento italiano. Actas del XVIII Congreso Internacional de Historia del Arte. págs. 58-69.
- French Painting in the Time of Jean de Berry (3 vol., 1967–74).